# Гнатівська волость
Гнатівська волость — історична адміністративно-територіальна одиниця Маріупольського повіту Катеринославської губернії із центром у селі Гнатівка.
Станом на 1886 рік складалася з 2 поселень, 2 сільських громад. Населення — 5763 особи (3162 чоловічої статі та 2601 — жіночої), 1016 дворових господарства.
|                     | Площа, десятин | У тому числі орної, десятин |
| ------------------- | -------------- | --------------------------- |
| Сільських громад    | 30937          | 9500                        |
| Приватної власності | —              | —                           |
| Казенної власності  | —              | —                           |
| Іншої власності     | —              | —                           |
| Загалом             | 30937          | 9500                        |

Поселення волості:
- Гнатівка (Дубівка) — грецька колонія при річці Дубівка за 60 верст від повітового міста, 3339 осіб, 566 дворів, православна церква, школа, земська поштова станція, земська лікарня, 2 лавки, винний склад, щорічний ярмарки. За ½ верст — цегельний завод.
- Стила — грецька колонія при річці Волноваха, 2424 особи, 450 дворів, православна церква, школа, земська поштова станція, 7 лавок, щорічний ярмарки.

За даними на 1908 рік у волості налічувалось 3 поселення, загальне населення — 9108 осіб (4731 чоловічої статі та 4377 — жіночої), 1603 дворових господарства.